# Pokrajina Benevento
Pokrajina Benevento (v italijanskem izvirniku Provincia di Benevento [provìnča di benevènto]) je ena od petih pokrajin, ki sestavljajo italijansko deželo Kampanija. Meji na severu z deželo Molize, na vzhodu z deželo Apulija, na jugu s pokrajino Avellino in metropolitanskim mestom Neapelj ter na zahodu s pokrajino Caserta.

## Večje občine
Glavno mesto je Benevento, ostale večje občine so (podatki 31. avgust 2011):
| Občina                 | Prebivalcev |
| ---------------------- | ----------- |
| Benevento              | 61.647      |
| Montesarchio           | 14.464      |
| Sant'Agata de' Goti    | 13.453      |
| San Giorgio del Sannio | 11.994      |

## Naravne zanimivosti
V kenozoiku, ko so nastajale Alpe, so se vršile tudi druge velike spremembe zemeljske površine. Na Apeninskem polotoku je to najbolj razvidno v Apeninih, ki so nastajali pod pritiskom tektonskih plošč v smeri jugozahod-severovzhod, odtod tudi položno spuščanje gorstva proti tirenski obali in strm padec proti Jadranu. Ko so se v mezozoiku "premikanja" začasno umirila, so se začele gube v Apeninih postopoma razmikati, krušiti in polagati. Nastajale so visoke planote in kotanje med gorami, ki so že v zgodnjem miocenu bile prisotne na več krajih. Ena najvišjih takih planot je kotlina Beneventa, ki leži na povprečni nadmorski višini 900 metrov. Nekoč je bila kotlina veliko jezero z mnogimi dotoki; izvedenci so mnenja, da je kak ogromen zemeljski usad odprl odtok mimo gore Taburno in jezero se je izlilo proti reki Volturno in z njenimi vodami v Tirensko morje.
Seznam zaščitenih področij v pokrajini:
- Krajinski park Partenio (Parco regionale del Partenio)
- Krajinski park Matese (Parco regionale del Matese)
- Krajinski park Taburno Camposauro (Parco regionale del Taburno Camposauro)

## Zgodovinske zanimivosti
Pokrajina Benevento je spadala pod papeško državo od leta 1073, ko so se Langobardi formalno podali papežu, vse do leta 1860, ko so jo garibaldinci osvobodili. Dejansko je bila pokrajina osvobojena že par mesecev pred Garibaldijevim prihodom. Dne 3. septembra 1860 je prišlo do nepričakovanega dogovora med domačini, ki so se v ilegali upirali oblasti Borboncev, in simpatizerji Garibaldijevih čet, ki so tedaj prodirale proti tem ozemljem. Skupini sta uvideli, da imata pravzaprav isti cilj, to je odstranitev papeževe nadoblasti, zato sta se združili. Papeževi predstavniki, ki niso bili vešči bojevanja, se niso zoperstavili. Delegat je samo predstavil formalni protest, a takoj sprejel ponujeno možnost, da zapusti mesto. Revolucija se je kmalu spremenila v ljudsko veselico, ki so se je udeležili tudi vojaki papeževe garde. Garibaldi je že dne 25. oktobra uradno ustanovil Pokrajino Benevento v sklopu Kraljevine Italije.